# طلال البلوشي
طلال حسن علي البلوشي  (22 مايو 1986 في الكويت) لاعب كرة قدم قطري معتزل ومدرب حالي من أصول كويتية.
لعب مع نادي السد ولاعب في المنتخب القطري، وفي موسم 08-09م تم إعارته إلى نادي الشباب السعودي لمدة موسم واحد فقط وانتقل في عام 2016 إلى النادي العربي ولعب لهم موسمين وبعدها لعب مع نادي المرخية ونادي مسيمير.
وقد عُين مدرباً لنادي زاخو العراقي في عام 2023. ومدرباً لنادي الطلبة في عام 2025.

## روابط خارجية
- طلال البلوشي على موقع الاتحاد الدولي (مؤرشف)  (الإنجليزية)
- طلال البلوشي على موقع قاعدة بيانات كرة القدم.إي يو (الإنجليزية)
- طلال البلوشي على موقع ناشيونال فوتبول تيمز (الإنجليزية)
- طلال البلوشي على موقع كووورة